# American Canadian Grand Lodge
Die American Canadian Grand Lodge (ACGL) ist eine der fünf Freimaurer Großlogen in Deutschland. Als solche vereinigen sich unter dem Dach der ACGL einzelne sog. „reguläre“ (von der Vereinigten Großloge von England (UGLE) anerkannte) Freimaurerlogen. Der Verein American Canadian Grand Lodge AF&AM e.V. (ACGL) mit Sitz in Fürstenfeldbruck ist eine Großloge und gehört zu den Vereinigten Großlogen von Deutschland (VGLvD).
Diese Großloge war, wie die Grand Lodge of British Freemasons in Germany ursprünglich eine Militärloge für die Angehörigen der alliierten Streitkräfte und wurde nach dem Zweiten Weltkrieg in Westdeutschland gegründet; die Arbeitssprache auf Großlogenebene ist englisch. 

## Die Großmeister der ACGL
- 2024: Thomas Litz
- 2022: Luis A. Baez-Delgado
- 2020: Daniel Jap Lim[3]
- 2019: Jan Savarino
- 2018: Juan A. Goytia-Diaz
- 2016: Tayfun Çilingir
- 2015: Eddie M. Guevara
- 2013: James Barrett
- 2011: Paul D. Litteral jr.
- 2009: Paul M. Curran
- 2008: Grandy M. Adams
- 2006: John M. Lonczynski
- 2003: Donald E. Martin
- 2002: John P. „BUCK“ Buchanen
- 2001: Donald L. Saint
- 2000: Roland S. Meder
- 1999: Donald L. Maddox
- 1998: Owen J. Quell
- 1997: Jimmy R. Avery
- 1996: P. James Richie
- 1994: Reginald L. Brittan
- 1993: John A. Willams
- 1992: Donald S. Metscher
- 1991: Hugh E. Black
- 1990: Edward A. Stiles
- 1989: Charles L. Hunsucker
- 1988: Nuel „ED“ Wilson
- 1987: Daniel W. Breckenridge
- 1986: Gerhard W. Severin
- 1985: Alister Boyd
- 1984: Marion E. Westernburg
- 1983: William M. Lanham
- 1982: John Provan
- 1981: Wolfgang Durst
- 1980: Billy C. Hayes
- 1979: Gary M. Kollo
- 1978: Arthur L. Kile
- 1977: Arthur E. Powell
- 1976: Hugo Thomas
- 1975: Gunther Gall
- 1974: Burton L. Clyde
- 1973: Louise E. Connie
- 1972: William E. Denny
- 1971: C. Gordon Greenwood
- 1970: H. Dale Walker
- 1969: Lee S. Loomis
- 1968: James E. Clark
- 1966: Jess Minton
- 1963: Horst Volkhardt
- 1962: Peter M. Rasmussen[4]

## Die Logen der ACGL
Zur Großloge der ACGL gehören aktuell (2024) 45 Freimaurerlogen.